# René Gaulon
René Gaulon (* 7. Juli 1927 in Cotonou, Kolonie Dahomey (heute Benin); † 19. April 2012 in Angers) war ein französisch-beninischer Fußballspieler und -trainer.

## Karriere
René Gaulon wurde im Juli 1927 in Dahomey, Französisch-Westafrika, geboren und spielte beim Sporting RC Dakar im Senegal, bevor er nach Metropolitan-Frankreich wechselte. Dort spielte er 1949/50 bei Stade Français-Red Star, einem kurzlebigen Verein, der aus einer Fusion hervorgegangen war, bevor er von 1950 bis 1954 bei Stade Français weiterspielte. Die nächsten beiden Spielzeiten spielte er bei Red Star.
1956 verließ er die Île-de-France und schloss sich Stade Rennes an, das gerade in die erste Liga zurückgekehrt war. Er wurde Stammspieler im Mittelfeld der bretonischen Mannschaft. Insgesamt blieb René Gaulon fünf Spielzeiten in Rennes und absolvierte über 160 Pflichtspiele. Sein Trainer Henri Guérin beschrieb ihn insbesondere als „Drehscheibe“ und „Verteiler“ seiner Mannschaft.
Gaulon war mehrfacher B-Nationalspieler und wurde einmal für die französische A-Nationalmannschaft ausgewählt, als diese am 12. März 1953 in Colombes gegen die Niederlande (niederländische Profis, die in Frankreich spielten) in einem Benefizspiel antrat. Dieses Spiel wurde als Watersnoodwedstrijd bekannt.
Nach der Unabhängigkeit seines Geburtslandes im Jahr 1960 wurde er Teil der Mannschaft von Dahomey.
1961 beendete René Gaulon seine Karriere als Profispieler und wurde als Fußballtrainer tätig. Er blieb in der Bretagne und leitete zunächst die Mannschaft von Stella Maris de Douarnenez, 1964 dann den AS Brestoise. Anschließend übernahm Gaulon SO Cholet, die er in die CFA (Championnat de France amateur de football) führte, dann EF Le May-sur-Èvre und schließlich den FC Montaigu von 1975 bis 1977.
Am 19. April 2012 starb Gaulon in Angers nach langer Krankheit im Alter von 84 Jahren.

## Erfolge
- 1952: Meister der Division 2 mit Stade Français